# Докучалов, Павел Семёнович
Па́вел Семёнович Докуча́лов (1921—1947) — советский военный лётчик, участник Великой Отечественной войны, Герой Советского Союза.

## Биография

### Детство
Родился в селе Шимохтино (ныне — Александровского района Владимирской области) в семье крестьянина.
Детство и юность прошли в Ярославле. Учился в школах № 13 и № 45. Вместе с младшим братом увлекался моделизмом.

### Учёба
В 9 классе поступил в аэроклуб, а по окончании 10 класса и аэроклуба был направлен в Балашовскую военно-авиационную школу пилотов, чтобы осваивать новую технику — самолёт-штурмовик «Ил-2».
В 1942 году закончил авиационную школу и был оставлен лётчиком-инструктором для обучения курсантов.

### На войне
В январе 1943 года сержант Павел Докучалов прибыл для прохождения службы в 175-й гвардейский штурмовой авиационный полк (11-й гвардейской штурмовой авиадивизии).
Всю войну авиадивизия воевала в составе 16-й воздушной армии и принимала участие в Сталинградской и Курской битвах, освобождении Левобережной Украины, Белоруссии, Польши, участвовала в Берлинской наступательной операции.
Свой боевой путь Павел начал у Касторной в операции по уничтожению немецкой группировки под Воронежем.
За зимнюю кампанию 1943 года, Орловско-Курскую операцию и в боях за освобождение Севска П. С. Докучалов совершил 22 боевых вылета, уничтожил 38 автомашин, 5 полевых орудий, 2 танка, склады боеприпасов и горючего, бензовоз, истребил до 200 солдат и офицеров противника и был награждён орденом Красной Звезды.
В одном из боёв был подбит над оккупированной территорией и ранен. Потерял много крови, но сумел посадить подбитый «Ил-2» на опушке леса.
Лесной партизанский доктор оказал первую медицинскую помощь. Вскоре Павла Докучалова переправили самолётом в Елецкий госпиталь. Раненых и выздоравливающих в госпитале посещали шефы-студентки педагогического института. С одной из них он познакомился, она стала его женой.
В боях за освобождение Гомеля, Рогачёва и во время форсирования наземными войсками р. Сож младший лейтенант Докучалов совершил 23 боевых результативных вылета и был награждён орденом Красного Знамени.
В Белорусской операции «Багратион» Павел Докучалов, как опытный лётчик и аэрофотограф, несколько раз летал на разведку оборонительных сооружений противника. В Белорусской операции командир звена лейтенант П. С. Докучалов совершил 20 успешных боевых вылетов, нанёс значительный урон противнику и был награждён вторым орденом Красного Знамени.
Перед началом январских наступательных операций 1945 года и во время Висло-Одерской операции Павел Семёнович в сложных метеоусловиях вылетал на разведку оборонительных сооружений на Висле, Одере и вдоль реки Варта.
При налёте на Берлин самолёт П. С. Докучалова был атакован немецким истребителем.
В наградном листе, подписанном 15 мая 1945 года командиром 175-го гвардейского штурмового авиационного Слуцкого Краснознамённого ордена Суворова полка подполковником Волковым, записано, что командир звена старший лейтенант П. С. Докучалов «с января 1943 года произвёл 118 успешных боевых вылетов на самолёте „Ил-2“, в результате которых им уничтожено 130 автомобилей, 15 танков, 29 полевых и 28 зенитных орудий, 55 подвод, зенитный пулемёт, 3 бензозаправщика, 2 железнодорожных вагона, взорвано 3 дзота, 8 домов, сброшено 155 500 тысяч листовок и истреблено до 950 гитлеровцев».
Указом Президиума Верховного Совета СССР от 15 мая 1946 года гвардии старшему лейтенанту Павлу Семёновичу Докучалову присвоено звание Героя Советского Союза.

### После войны
После окончания войны продолжал службу в военно-воздушных силах Красной Армии в составе группы советских войск в Германии.
23 апреля 1947 года в г. Котбусе при выполнении учебно-боевой задачи на полигоне Павел Докучалов, выводя самолёт из пикирования, зацепился крылом и погиб.

## Награды
- Медаль «Золотая Звезда» Героя Советского Союза;
- орден Ленина;
- два ордена Красного Знамени;
- орден Отечественной войны I степени;
- орден Отечественной войны II степени;
- орден Красной Звезды;
- медаль «За победу над Германией в Великой Отечественной войне 1941-1945 гг.»;
- медаль «За взятие Берлина»;
- медаль «За освобождение Варшавы».

## Память
Похоронен на Леонтьевском гражданском кладбище в Ярославле, в 1994 году останки перезахоронены на Аллее Героев Воинского мемориального кладбища города Ярославля. На могиле установлен мраморный памятник, изготовленный на средства однополчан и боевых друзей.
В 1948 году одна из улиц Заволжского района Ярославля названа его именем. Его имя увековечено на мемориальной доске, установленной на здании Ярославского аэроклуба.